# Ardisia bella
Ardisia bella är en viveväxtart som beskrevs av Cyrus Longworth Lundell. Ardisia bella ingår i släktet Ardisia och familjen viveväxter. Inga underarter finns listade i Catalogue of Life.